# Warsenal
Warsenal ist eine kanadische Speed- und Thrash-Metal-Band aus Joliette, die 2011 gegründet wurde.

## Geschichte
Die Band wurde im Jahr 2011 gegründet, woraufhin im Februar 2011 ein erstes Demo erschien, das drei Songs enthält. Im Mai begann die Gruppe mit den ersten Auftritten und spielte dabei mit Bands wie Annihilator, Razor, Raven, Grim Reaper, Satan, Skeletonwitch, Havok und 3 Inches of Blood. Im Februar 2013 war die Band im japanischen Osaka auf dem True Thrash Fest zu sehen. 2013, 2014 und 2015 ging die Band jeweils einmal auf Tournee durch Kanada. 2014 nahm sie außerdem am Calgary Metalfest teil. Im September 2015 erschien über Punishment 18 Records das Debütalbum Barn Burner. Im Februar und März 2016 ging es auf Tour durch Mexiko. Dabei trat die Band auch zweimal zusammen mit Enforcer auf.

## Stil
SamiiMittelstaedt von metal-temple.com schrieb in seiner Rezension zum Album, dass der größte Einfluss für die Band Megadeth ist, was man vor allem am Gesang höre. Das Lied Dying on Stage sei typischer Speed- und Thrash-Metal mit generischen Texten und weise einen Einfluss von Megadeths Holy Wars…The Punishment Due auf. Das folgende Let Me Out klinge unreif, während Hit’ n’ Run sich wie eine Demo-Version von Metallica anhöre mit einem Teenage-Sänger, der Dave Mustaine liebe. Conquer sei eine Fortsetzung von Hit’ n’ Run mit einem schnellen Solo. Stab You One by One besitze impressionistische Riffs und Kadenzen, klinge durch die Produktion jedoch „dreckig“. Unstoppable sei ähnlich wie die vorherigen Songs und besitze einen Chorus, bei dem alle Bandmitglieder zusammen shouten würden, während Wars ein perfektes Beispiel dafür sei, wie man Speed- und Thrash-Metal nicht spielen solle. Die letzten beiden Lieder würden schnelle Riffs und aggressiven Gesang beinhalten und an Kill ’Em All erinnern. Matt Reifschneider von metal-observer.com gab an, dass die Gruppe auf dem Album Thrash Metal spielt, der sich an den 1980er Jahren orientiert. Die Band versuche dabei jedoch zu sehr den alten Klang nachzuahmen, wodurch das Material zu roh und chaotisch klinge. Die Geschwindigkeit sei fast durchweg hoch, während der Gesang aggressiv klinge.

## Diskografie
- 2012: Demo (Demo, Eigenveröffentlichung)
- 2015: Barn Burner (Album, Punishment 18 Records)